# George MacKay (wioślarz)
George Findlay Aberach MacKay (ur. 11 lipca 1900 w Vancouver, zm. 23 sierpnia 1972 w Altamonte Springs) – kanadyjski wioślarz, srebrny medalista olimpijski.
Wystąpił na igrzyskach olimpijskich w Paryżu w 1924, gdzie Kanadyjczycy w składzie: Archibald Black, George MacKay, Colin Finlayson i William Wood zdobyli srebrny medal w czwórkach bez sternika. W wyścigu finałowym o 4,4 sekundy przegrali z Brytyjczykami. Był to jego jedyny start olimpijski.